# ایگناتیوس کوتو اچیامپونگ
ایگناتیوس کوتو اچیامپونگ (انگلیسی: Ignatius Kutu Acheampong؛ ۲۳ سپتامبر ۱۹۳۱ – ۱۶ ژوئن ۱۹۷۹) یک سیاست‌مدار و نظامی اهل غنا بود.